# San Mauro Marchesato
San Mauro Marchesato é uma comuna italiana da região da Calábria, província de Crotone, com cerca de 2.413 habitantes. Estende-se por uma área de 42 km², tendo uma densidade populacional de 57 hab/km². Faz fronteira com Cutro, Roccabernarda, Santa Severina, Scandale.

## Demografia
| Variação demográfica do município entre 1861 e 2011                               |
|                                                                                   |
| Fonte: Istituto Nazionale di Statistica (ISTAT) - Elaboração gráfica da Wikipedia |